# Paraleiophasma xinganense
Paraleiophasma xinganense är en insektsart som först beskrevs av Chen, S.C. och Yun He He 1993.  Paraleiophasma xinganense ingår i släktet Paraleiophasma och familjen Phasmatidae. Inga underarter finns listade i Catalogue of Life.